# Università di Papua Nuova Guinea
L'Università di Papua Nuova Guinea (UPNG) è un'università situata a Port Moresby, capitale della Papua Nuova Guinea.

## Storia
È stata istituita nel 1965, a seguito della Commissione Currie che aveva indagato sull'istruzione superiore in Papua Nuova Guinea. Il disegno di legge n. 18 del 1983 sull'Università di Papua Nuova Guinea, che abroga la vecchia Ordinanza, è stato approvato dal Parlamento Nazionale nell'agosto del 1983.
L'università è passata da una struttura dipartimentale a una struttura scolastica per promuovere le relazioni interdisciplinari e interscolastiche. La biblioteca dell'università è nota come Biblioteca Michael Somare, dal nome del primo Primo Ministro del Paese, Sir Michael Somare. Numerose fonti l'hanno inclusa tra le migliori università della Papua Nuova Guinea.
Negli ultimi tempi, l'università ha assistito a significativi cambiamenti nella sua infrastruttura obsoleta, con il governo della Papua Nuova Guinea che ha ceduto all'università il Villaggio dei Giochi del Pacifico del 2015, che verrà adibito a dormitorio per studenti. Sono stati inoltre realizzati diversi altri importanti progetti infrastrutturali in collaborazione con il governo australiano, tra cui una nuova e moderna aula magna, un complesso della Facoltà di Economia e Politiche Pubbliche e un edificio per i Servizi agli Studenti. Il governo della Papua Nuova Guinea sta inoltre finanziando diversi progetti, tra cui l'edificio della Facoltà di Scienze Naturali e Fisiche e il complesso della Facoltà di Giurisprudenza, recentemente completato.
La Scuola Nazionale d'Arte, con sede a Port Moresby, è stata incorporata nell'università nel 1990. Era stata fondata nel 1972 come Centro per le Arti Creative' e aveva aperto una galleria nel 1975. Nel 1976, divenne la Scuola Nazionale d'Arte e insegnò teatro, arti visive e musica.

## Organizzazione
L'università offre corsi di:
- Medicina
- Farmacia
- Scienze della salute
- Scienze fisiche e naturali
- Legge
- Economia
- Discipline umanistiche
- Scienze sociali
- Sviluppo sostenibile (economia)